# Berakou jezik
Berakou jezik (ISO 639-3: bxv; babalia, bubalia), nilsko-saharski jezik kojim su 1995. govorile još svega dvije osobe (D. Djarangar) na području čadskog departmana Chari Baguirmi. Ovim jezikom govore pripadnici plemena Babalia, koji su prešli na čadski arapski [shu] (jezik Shuwa Arapa), ili govore babalia kreolski arapski [bbz], a žive u kojih dvadesetak sela.
Imao je nekoliko dijalekata: bolo djarma, mondogossou, manawadji i yiryo.

## Vanjske poveznice
- Ethnologue (14th)
- Ethnologue (15th)